# 스타 트렉의 함선 목록
여기서는, 스타 트렉에서 언급된 은하 행성 총연방(United Federation of Planets)의 함선 중 일부를 다룬다.

## 순양함

### 경순양함

#### 미란다급, 센타우르급
미란다급은 2280년경 첫 취역 이후 스타 트렉 시리즈에서 자주 등장한다. 첫 미란다 급 함선은 스타 트렉 영화 제2편에 등장하는 USS 릴라이언트 (NCC-1864)이다. 이후에도 수많은 미란다 급 함선들이 자주 등장한다. 미란다 급은 길이 277m, 최고속도는 워프 9.2이며 승무원 수는 220명이다. 무기는 7형(VII) 페이저 6문, 광자 어뢰 발사대 2문을 탑재하고 있으며 방어 체계는 디플렉터 실드이다. 센타우르급은 미란다 급의 현대화 함선으로 길이는 381m, 최고속도는 워프 9.6이며 승무원 수는 315명이다. 무기는 9형(IX) 페이저 9문, 광자 어뢰 발사대 2문을 탑재하고 있다.
1. USS 센타우르 (NCC-42043)
2. USS 랜트리 (NCC-1837)
3. USS 시택 (NCC-31859)
4. USS 마제스틱 (NCC-31060)
5. USS 노틸러스 (NCC-31090)
6. USS 릴라이언트 (NCC-1864)
7. USS 새러토가 (NCC-1867)
8. USS 새러토가 (NCC-31911)
9. USS 시카르 (NCC-31905)

### 중순양함

#### 앰배서더급
앰배서더급은 길이 526m로 2330년경 처음으로 취역하였다. 최고속드는 워프 9.5이며 승무원 수는 최소 370명이다. 무기는 9형(IX) 페이저 11문, 광자 어뢰 발사대 2문을 탑재하고 있으며 방어 체계는 융제 장갑과 디플렉터 실드이다.
1. USS 앰배서더 (NCC-10521) - 프로토타입.
2. USS 엔터프라이즈 (NCC-1701-C)
3. USS 엑스칼리버 (NCC-26517)
4. USS 엑세터 (NCC-26531)
5. USS 주코프 (NCC-26136) - 앰배서더 계열의 성능을 향상시킨 것.

#### 컨스텔레이션급
컨스텔레이션급은 스타 트렉에 등장하는 최초의 워프 나셀이 4개짜리인 함선이다. 2310년경 첫 취역을 하였으며 길이는 310m, 최고속도 워프 9.5이고 승무원 수는 535명에 달한다. 무기는 언급되지 않았으며 방어 체계는 디플렉터 실드이다. 다음 함선들이 잘 알려져 있다.
1. USS 컨스텔레이션 (NCC-1974)
2. USS 스타게이저 (NCC-2893)
3. USS 빅토리 (NCC-9754)
4. USS 해서웨이 (NCC-2593)
5. USS 마젤란 (NCC-3069)

#### 컨스티튜션급
컨스티튜션급 함선은 1966년의 스타 트렉 오리지널 시리즈 드라마에 처음으로 등장하며, 오리지널 시리즈 드라마의 주역 함선이다. 모형이 스미스소니언 박물관에 전시되어 있을 정도로 유명하다. 2245년경 첫 취역을 하였다. 길이는 289m(이후 302m)이며 최고속도 워프 9(엔터프라이즈 14.1)이고, 승무원 수는 처음에 203명이었다가 이후 430명으로 증가하였다. 무기는 6형(VI) 페이저 12문, 광자 어뢰 발사대 3문을 탑재하고 있으며 방어 체계는 디플렉터 실드이다.
1. USS 컨스텔레이션 (NCC-1017)
2. USS 컨스티튜션 (NCC-1700) - 프로토타입.
3. USS 엔터프라이즈 (NCC-1701, 오리지널)
4. USS 엔터프라이즈 (NCC-1701, 대체 현실) - 길이가 725m이고 승무원 수는 1100명이다.
5. USS 엔터프라이즈 (NCC-1701-A)
6. USS 엑스칼리버 (NCC-1664)
7. USS 엑세터 (NCC-1667)
8. USS 인데버 (NCC-1894)
9. USS 디파이언트 (NCC-1764)
10. USS 패러것 (NCC-1637)
11. USS 후드 (NCC-1073)
12. USS 인트레피드 (NCC-1631)
13. USS 요크타운 (NCC-1717) - 이후 엔터프라이즈-A로 개명됨.
14. USS 포템킨 (NCC-1647)
15. USS 리퍼블릭 (NCC-1371)
16. ISS 엔터프라이즈 (NCC-1701)

#### 드레드노트급
드레드노트급은 스타 트렉: 다크니스 영화에서 처음 나온다. 첫 함선은 USS 벤지언스(USS Vengeance)호이다. 2259년 칸 누니언 싱 및 알렉산더 마커스 대장(Admiral Alexander Marcus)의 주도로 개발되었으며, 오로지 전투를 위해 설계 및 건조되었다.
무기는 펄스 페이저 8문 이상, 광자 어뢰 발사대 2문 이상, 드론 발사대 1문이다. 극도로 자동화되어 있어 승무원 수를 최소화시켰고, 엔터프라이즈 호가 1100명인 것과 달리 한 명이 함선 전체를 제어할 수 있다. 내비게이터 기능도 자동화되어 있어 명령만으로 컴퓨터가 응답하여 자동으로 목적지를 설정할 수 있다.
또 내구성을 극대화시켰기 때문에 광자 어뢰 72발이 내폭해도 그 형체를 유지할 수 있다(72발의 광자 어뢰가 내폭할 때 내는 폭발력은 보통 컨스티튜션급 함선을 파괴할 수 있을 정도로 강력하다.). 전체 갑판 중 9곳이 격납고(Hangar bay)이다. 진보된 워프 엔진을 탑재하여 워프 8 이상의 속도를 낼 수 있고, 워프 중에 무기를 발사할 수 있으며, 워프하여 달아난 함선을 추적할 수 있다.
다음은 함선 목록이다. 현재까지 1척만이 밝혀졌고, 드레드노트급의 추가 건설에 대해서는 알려진 바 없다.
1. USS 벤지언스 - 제식번호가 없다.

#### 엑셀시어급
엑셀시어급은 2280년경 스타플릿에서 자체 개발한 트랜스워프 드라이브를 테스트하기 위해 시험 개발되었으나 이후 정식으로 취역하였다. 길이는 467m였으나 이후 469m로 되었으며, 최고속도는 워프 9.5이고 승무원 수는 750명에 이른다. 무기는 8형(VIII) 페이저 16문, 광자 어뢰 발사대 2문을 탑재하고 있으며, 방어 체계는 디플렉터 실드이다.
1. USS 엑셀시어 (NCC-2000) - 프로토타입.
2. USS 엔터프라이즈 (NCC-1701-B) - 엑셀시어 레트로핏 버전.
3. USS 인트레피드 (NCC-38907)
4. USS 렉싱턴 (NCC-14227)
5. USS 리빙스톤 (NCC-34099)
6. USS 멜버른 (NCC-62043)
7. USS 오키나와 (NCC-13958)
8. USS 포템킨 (NCC-18253)

#### 페데레이션급
페데레이션급은 소설에 몇 차례 등장한다. 이것은 컨스티튜션 급의 드레드노트 버전으로 워프 나셀이 4개 달려있다. 또한, 광자 어뢰도 4문 더 늘려서 총 6문이 탑재되어 있다. 길이는 305m, 최고속도는 워프 9이고 승무원 수는 430명으로 컨스티튜션급과 똑같다. 무기는 6형(VI) 페이저 15문(후방 5문), 광자 어뢰 발사대 6문을 탑재하고 있으며, 방어 체계는 디플렉터 실드이다.
1. USS 페데레이션 (NCC-2100) - 프로토타입, 컨스티튜션의 드레드노트 버전.
2. USS 스타 엠파이어 (NCC-2110)

### 탐사순양함

#### 갤럭시급
갤럭시급은 1987년 처음 방영을 시작한 스타 트렉 넥스트 제너레이션 드라마에 처음으로 등장한 이후 주역 함선이 되었다. 2360년경 첫 취역을 하였으며 USS 엔터프라이즈-D는 2363년 10월 4일 취역하였다. 이름에 걸맞게 많은 과학 탐사 연구 장비가 탑재되어 있고, 무기도 많은 양이 탑재되어 있다. 또한 이때 최초로 페이저 연사가 가능해졌다. 길이는 642m, 최고속도는 워프 9.6이고, 승무원 수는 1014명으로 가장 많다. 무기는 10형(X) 페이저 12문, 광자 어뢰 발사대 3문이며 방어체계는 디플렉터 실드와 융제 장갑이다.
1. USS 갤럭시 (NCC-70637) - 프로토타입. 처음에는 NX-70637.
2. USS 엔터프라이즈 (NCC-1701-D)
3. USS 오디세이 (NCC-71382)
4. USS 벤처 (NCC-71854)
5. USS 야마토 (NCC-71807) - 처음에는 NCC-1305-E.
6. USS 챌린저 (NCC-71099)

이것을 대대적으로 개량한 후 개발된 함선이 바로 갤럭시 엑스급이며 길이는 똑같으나 워프 나셀 1개를 더 달아서 최고 속도는 워프 13+에 이른다. 승무원 수는 1014명으로 똑같다. 무기는 10형(X) 페이저 12문, 광자 어뢰 발사대 3문, 스피널 랜스 페이저 1문(Spinal Lance Phaser)이며 방어 체계는 디플렉터 실드이다.
1. USS 엔터프라이즈 (NCC-1701-D, 안티 타임라인)
2. USS 빅토리 (NCC-170147)
3. USS 콜롬비아
4. USS 리사
5. USS 데브론
6. ISS 스타디 (NCC-170147) : 지구 제국의 제2기함.
7. ISS 런던
8. ISS 벤처
9. ISS 커크

### 셸리급
셸리급은 우스꽝스러운 디자인을 가지고 있는데 엑셀시어급의 디자인이 위치가 뒤바뀌어 있다. 현재 2척만 드라마에 등장하였다. 길이는 383m, 최고속도는 워프 9.75이고 승무원 수는 290명에 불과하다. 무기는 9형(IX) 페이저 10문, 광자 어뢰 발사대 2문을 탑재하고 있으며 방어 체계는 디플렉터 실드이다.
1. USS 커리 (NCC-42254)
2. USS 레이징 퀸 (NCC-42284)

### 전투순양함

#### 소버린급
소버린 급은 2380년 현재 스타플릿에서 개발한 가장 큰 함선이다. 전투순양함으로 개발되었기 때문에 무기도 상당히 많이 탑재되어 있으며 또한 과학 탐사 연구 장비도 많은 양이 탑재되어 있다. 길이는 685m, 최고속도는 워프 9.8이고, 승무원 수는 855명이다. 무기는 12형(XII) 페이저 16문, 광자 어뢰 발사대 9문, 양자 어뢰 발사대 1문을 탑재하고 있으며 방어 체계는 디플렉터 실드이다.
1. USS 소버린 (NCC-73811) - 프로토타입.
2. USS 엔터프라이즈 (NCC-1701-E)
3. USS 보즈먼 (NCC-1941-A) - USS 보즈먼 문서 참조.

#### 소유즈급
소유즈급은 2270년경 최초로 개발된 전투순양함으로 미란다와 닮았으나 원반부 위쪽과 뒤쪽의 모양이 미란다와 다르다. 초기에는 대단히 효율적이었으나 이후 잘 쓰이지 않다가 2288년을 마지막으로 퇴역하였다. 길이는 243m로 미란다에 비해 더 짧다. 최고속도는 워프 8.8이고 승무원 수는 200명이며 무기는 6형(VI) 페이저 6문, 광자 어뢰 발사대 2문을 탑재하고 있다. 방어 체계는 디플렉터 실드이다.
1. USS 어코드 (NCC-1842)
2. USS 보즈먼 (NCC-1941) - 활동중.
3. USS 판도라 (NCC-5316) - 실종됨.
4. USS 소유즈 (NCC-1840) - 프로토타입.

### 오디세이급
오디세이급 함선은 엔터프라이즈-E가 2409년 퇴역된 이후 취역한 새로운 함선 엔터프라이즈-F의 클래스이다. 길이는 1,050m, 승무원 수는 2500명에 이른다.
1. USS 오디세이
2. USS 엔터프라이즈 (NCC-1701-F)
3. USS 휴스턴
4. USS 데니슨
5. ISS 사토
6. ISS 커크
7. ISS 스팍
8. ISS 시스코

### 유니버스급
유니버스급 함선은 정보가 잘 알려져 있지 않다. 2550년경 첫 취역을 하게 되고 승무원 수는 825명으로 알려져 있다. 길이는 3,210m이고 원반부 지름만 2km에 달하는 거대 함선이기 때문에 함내 이동은 단거리 전송기를 이용해야 할 정도라고 한다. 또한 내부에 2개 이상의 대학교가 존재한다고 한다. 최고속도는 워프 10이다. 무기는 20형(XX) 페이저 10문, 광자 어뢰 발사대 4문, 양자 어뢰 발사대 4문, 반폴라론빔 어레이(Antipolaron Beam Array) 8문을 탑재하고 있으며 방어 체계는 디플렉터 실드이다.
1. USS 엔터프라이즈 (NCC-1701-J) - 26세기경.
2. USS 유니버스 (NCC-693115) - 프로토타입.

## 호위함

### 아키라급
아키라급은 길이 464m로 2370년경 처음으로 취역하였다. 최고속도는 워프 9.8이며 승무원 수는 최소 500명에서 최대 4500명이다. 무기에 집중한 함선 중 하나로 무기는 10형(X) 페이저 6문, 광자 어뢰 발사대 15문, 양자 어뢰 발사대 2문을 탑재하고 있다. 방어 체계는 디플렉터 실드이다.
1. USS 아키라 (NCC-62497) - 프로토타입.
2. USS 라빈 (NCC-63293)
3. USS 스펙터 (NCC-65549)
4. USS 선더차일드 (NCC-63549)

### 디파이언트급
디파이언트급 함선은 스타플릿(Starfleet)에서 보그에 대항할 목적으로 개발된 함선이다. 이름에 걸맞게 기동성을 늘리고 무기를 최대한 많이 적재하는 식으로 개발되었으며 때문에 대부분의 함선에서 싣는 과학 탐사나 연구 장비가 거의 빠져 있다. 길이는 120m, 최고속도는 워프 9.5이고 승무원 수는 47명이다. 무기는 10형(X) 페이저 3문, 펄스 페이저 4문, 광자 어뢰 발사대 2문, 양자 어뢰 발사대 2문을 탑재하고 있으며 행성 연방의 함선 중 유일하게 은폐 장치를 탑재하고 있다.
1. USS 디파이언트 (NX-74205)
2. USS 상파울로 (NCC-75633) - USS 디파이언트 문서 참조.
3. USS 밸리언트 (NCC-74210)

### 프로메테우스급
프로메테우스급은 발전형 호위함(Advanced Escort)으로 스타플릿에서 개발한 함선 중 가장 다재다능한 목적으로 개발되었다. 최초로 워프 9.99 이상의 속도를 낼 수 있다. 길이는 414m, 최고속도는 워프 9.999이고, 승무원 수는 400명이다. 무기는 10형(X) 페이저 18문, 광자 어뢰 발사대 5문을 탑재하고 있으며 다중 방향 전투 체계(Multi Vector Assault Mode)를 탑재하고 있다. 이 체계는 가동시 선체가 3단계로 분리된다. 방어 체계는 디플렉터 실드이다.
1. USS 프로메테우스 (NX-74913) - 프로토타입. 처음에는 NX-59650.

## 연구선

### 인트레피드급
인트레피드급은 장거리 과학함(Long Range Science Vessel)으로 개발되었으며 길이는 344m, 최고속도는 워프 9.975에 이른다. 그러나 길이에 비해 승무원 수는 150명으로 적은 편이다. 무기는 10형(X) 페이저 7문, 광자 어뢰 발사대 전방 2문, 후방 2문이며 2378년 트랜스페이직 어뢰(Transphasic Torpedo)를 발사하는 데 성공하였다. 방어 체계는 2404년형 융제 장갑(Ablative Generator in 2404)과 디플렉터 실드이다.
1. USS 인트레피드 (NCC-74600) - 프로토타입.
2. USS 보이저 (NCC-74656)

### 네뷸라급
네뷸라급은 디자인이 흡사 갤럭시급에서 원반부만 빼온 채 접목한 것 같은 디자인을 가지고 있다. 승무원 수는 750명으로 갤럭시 급에 비해 264명 더 적다. 길이는 442m, 최고속도는 워프 9.9이다. 무기는 10형(X) 페이저 8문, 광자 어뢰 발사대 2문이며, 방어 체계는 디플렉터 실드이다. 타키온 디텍션 그리드 기능이 있다.
1. USS 인데버 (NCC-71805)
2. USS 패러것 (NCC-60597)
3. USS 헤라 (NCC-62006)
4. USS 혼슈 (NCC-60205)
5. USS 렉싱턴 (NCC-61382)
6. USS 모니터 (NCC-61826)
7. USS 피닉스 (NCC-65420)
8. USS 프록시마 (NCC-61952)

### 노바급
노바급은 소형 과학함(Science Vessel)인데 길이는 180m에 불과하다. 과학함이면서 기동성을 갖도록 설계되었기 때문에 다른 과학함에 비해 탐사 연구 장비가 조금 더 적게 탑재되어 있다. 최고속도는 워프 8이며 승무원 수는 80명으로 다른 과학함에 비해 적은 편이다. 그러나 무기는 다른 과학함에 비해 많은 양이 탑재되어 있는데 무기는 10형(X) 페이저 11문, 광자 어뢰 발사대 2문이며, 방어 체계는 디플렉터 실드이다.
1. USS 이쿼낙스 (NCC-72381)
2. USS 노바 (NCC-73515) - 프로토타입.
3. USS 로드 아일랜드 (NCC-72701) - 노바 계열을 성능향상시킨 것.

### 오베르트급
오베르트급은 노바급보다 더 작으며 경탐사함(Light Science Vessel)으로 개발되었기 때문에 전문 탐사 연구 장비는 거의 없다. 대부분 성도 작성을 위해 개발되었으며 2280년경 첫 취역을 하였다. 길이는 150m, 최고속도는 워프 8.8이고, 승무원 수는 80명이다. 무기는 8형(VIII) 페이저 2문, 광자 어뢰 발사대 1문으로 가장 미약하며 방어 체계는 디플렉터 실드이다.
1. USS 오베르트 (NCC-602) - 프로토타입.
2. USS 그리솜 (NCC-638) - 스타트렉 영화 3편에서 클링온에게 파괴됨
3. USS 코크란 (NCC-59318)
4. USS 코페르니쿠스 (NCC-623)
5. USS 페가수스 (NCC-53847)
6. USS 라만 (NCC-29487)
7. USS 실코프스키 (NCC-53911) - 소행성에 의해 파괴됨
8. USS 요세미티 (NCC-19002)

### 올림픽급
올림픽급은 의료함(Medical Science Vessel)으로 개발되었으며 2380년경 첫 취역을 하였다. 특이한 디자인을 하고 있는데 다른 함선처럼 원반부가 아닌 구형 선체를 가지고 있다. 길이는 320m, 최고속도는 워프 9.7이고, 승무원 수는 500명이다. 무기는 10형(X) 페이저 5문, 광자 어뢰 발사대 2문을 탑재하고 있으며 방어 체계는 디플렉터 실드이다.
1. USS 노벨 (NCC-55012)
2. USS 파스퇴르 (NCC-58925)

### 돈틀리스급
돈틀리스급(Dauntless class)은 원래 스타플릿 소속 함선이 아니다. 원래는 제116종족의 함선이었는데, 제116종족 측에서 USS 보이저를 속일 목적으로 외형 및 내부 설계를 모조리 스타플릿의 그것처럼 만든 것이다. 최초로 등장한 함선은 "USS 돈틀리스"(NX-01-A)이다. 이후 USS 보이저 측에서 이를 알고 전 승무원을 대피시켜 함정에서 벗어났고, 116종족의 함선은 그대로 보그 영역으로 진입하여 결국 116종족은 동화된다. 이후 스타플릿 측에서 "델타 라이징" 작전의 일환으로 델타 사분면을 탐사하던 도중 버려진 이 "돈틀리스급"을 발견했고, 스타플릿 공학부 측에서 이를 집중 연구한 끝에 시험용 연구선을 만들어낸다. 이것이 돈틀리스급 시험용 연구선(Dauntless class Experimental Science Vessel)이다.

## 그 외 용도의 함선

### 안타레스급
이 함선에 대해서는 정보가 별로 알려져 있지 않다. 길이는 300m, 최고속도는 워프 8이며 승무원 수는 최소 100명 이상이다. 1966년의 스타 트렉에서 처음 등장한 이후 잘 언급되지는 않는다.
1. USS 안타레스 (NCC-501) - 2265년 파괴됨.

### 시드니급
시드니급은 화물선(Freighter)으로 개발되었으며 2290년경 첫 취역을 하였다. 스타 트렉 넥스트 제너레이션에 1회 등장하는 함선이다. 길이는 235m이고 최고속도는 워프 9이며 승무원 수는 10명이다. 무기는 없다. 방어체계는 디플렉터 실드이다.
1. USS 제놀런 (NCC-2010)

### 호르핀급
호르핀급은 승객선(Passenger ship)으로 개발되었고 스타 트렉 영화 제7편에만 등장하기 때문에 별로 정보가 알려져 있지는 않다. 7편에 등장하는 함선 2척 모두 파괴되었으며 길이는 200m, 최고속도는 워프 3에 불과하다. 승무원 수는 200명이고 무기는 없으며 방어 체계는 디플렉터 실드이다.
1. SS 라쿨 (NFT-7793)
2. SS 로버트 폭스 (NFT-1327)

## 스타 트렉 2009
스타 트렉 2009년 영화에는 다음과 같은 함선들이 나온다.
1. USS 암스트롱 (NCC-1769) - 길이 254m.
2. USS 켈빈 (NCC-0514) - 길이 315m. 승무원 수 800명.
3. USS 메이플라워 (NCC-1621) - 길이 236m.
4. USS 뉴턴 (NCC-1727) - 길이 315m.